# Jardin Yili
Le jardin Yili est un jardin traditionnel chinois privé situé à Saint-Rémy-l'Honoré dans les Yvelines.

## Description
Le jardin a été inauguré en juin 2004 à l'occasion de l'année de la France en Chine. Il s'étend sur 10 000 m² et comprend 1 000 m² de serres. On y trouve notamment une importante collection de bonsaïs et de pots.
Conçu sur le principe du Yin et du Yang (associés entre autres, au féminin et au masculin) et du Feng shui (le vent et l’eau), il a été construit avec des matériaux venus de Chine par un couple chinois horticulteur et architecte, spécialistes des penjing (également connu sous l'appellation japonaise dérivée bonsaï). Il a bénéficié de l’aide des espaces verts de la ville de Suzhou, célèbre pour ses jardins traditionnels. Il est d’ailleurs jumelé avec l’un d’entre eux, le jardin Attardez-vous.
Il y a trois parties principales :
- le Jardin de lettré (typique de Suzhou)
- le Jardin de pivoines (fleur d’origine chinoise, associée à la gloire et à la richesse). Ce jardin utilise les formes des 8 trigrammes pour composer les 8 parterres de fleurs.
- le Jardin de bonsaïs

Le jardin organise aussi des fêtes :
- La fête des pivoines (au printemps)
- La fête du Duanwu ou fête des bateaux-dragons
- La fête de la lune en automne.

## Visites
En 2020, le jardin est ouvert les week-ends du 1er mars au 20 novembre, de 10h à 19h. Entrée : 7 euros (gratuit pour les enfants de moins de 8 ans).
Les visites de groupe se font sur rendez-vous le week-end ou en semaine (école, association, fête, mariage, etc.).

Le jardin est situé au 12 rue d’Yte, à Saint-Rémy-l'Honoré, à 16 km environ à l'ouest de Saint-Quentin-en-Yvelines.
Accès au jardin :
- Par la route : attention, la rue d’Yte est à sens unique. En venant du nord, par le Tremblay-sur-Mauldre, prendre la première rue à gauche (rue des Coccinelles) avant d’arriver au village.
- Par les transports en commun :
  - Depuis la gare RER de Saint-Quentin en Yvelines, prendre le bus 5, direction Les Mesnuls (attention, il ne circule pas le dimanche), arrêt A.F.T.-I.F.T.I.M./C.H.E.P. à Tremblay-sur-Mauldre, puis revenir à pied jusqu’à la rue des Coccinelles et la rue d’Yte (1,3 km à pied).
  - Gare de Coignières, puis environ une heure et quart à pied par la forêt. 
Prendre en direction du nord, le GR11. On passe devant l’église de Coignières, puis on tourne à gauche à l’aire des aviateurs. Traversée de la forêt, chemin avec dénivelés. On longe l’étang puis à droite direction Saint-Rémy. A l’église de Saint-Rémy-l’Honoré, on quitte le GR pour prendre la route à droite qui descend, jusqu’à l’oratoire, puis prendre la rue d’Yte à droite.